# Gemylus angustifrons
Gemylus angustifrons là một loài bọ cánh cứng trong họ Cerambycidae.